# نور الدين أباد (أرومية)
نور الدين‌ أباد هي قرية في مقاطعة أرومية، إيران. عدد سكان هذه القرية هو 140 في سنة 2006.